# Pałecznicowate
Pałecznicowate (Typhulaceae Jülich) – rodzina grzybów znajdująca się w rzędzie pieczarkowców (Agaricales).

## Systematyka
Pozycja w klasyfikacji według Index Fungorum: Agaricales, Agaricomycetidae, Agaricomycetes, Agaricomycotina, Basidiomycota, Fungi.
Według CABI databases bazującego na Dictionary of the Fungi do rodziny Typhulaceae należą rodzaje:  
- Lutypha Khurana, K.S. Thind & Berthier 1977,
- Macrotyphula R.H. Petersen 1972 – buławniczka
- Tygervalleyomyces Crous 2017
- Typhula (Pers.) Fr. 1818 – pałecznica

Polskie nazwy na podstawie pracy Władysława Wojewody z 2003 r.